# شيرلي كلارك
شيرلي كلارك (بالإنجليزية: Shirley Clarke)‏ هي منتجة أفلام ومونتيرة ومخرجة أمريكية، ولدت في 2 أكتوبر 1919 في نيويورك في الولايات المتحدة، وتوفيت في 23 سبتمبر 1997 في بوسطن في الولايات المتحدة بسبب سكتة.

## وصلات خارجية
- شيرلي كلارك على موقع IMDb (الإنجليزية)
- شيرلي كلارك على موقع ألو سيني (الفرنسية)
- شيرلي كلارك على موقع أول موفي (الإنجليزية)
- شيرلي كلارك على موقع قاعدة بيانات الأفلام السويدية (السويدية)
- شيرلي كلارك على موقع ديسكوغز (الإنجليزية)
- شيرلي كلارك على موقع قاعدة بيانات الفيلم (الإنجليزية)
- شيرلي كلارك على موقع كينوبويسك (الروسية)